# はらハラしちゃう! 〜親にはナイショの子作り性活〜 ―朝霧姉妹編―
『はらハラしちゃう! 〜親にはナイショの子作り性活〜 ―朝霧姉妹編―』（はらハラしちゃう! 〜おやにはナイショのこづくりせいかつ〜 ―あさぎりしまいへん―）は、アトリエかぐやが2011年6月24日に発売したアダルトゲームである。アトリエかぐやのロープライス企画の第一弾作品のひとつである。2011年9月30日にはスピンオフ作品『はらハラしちゃう! 〜親にはナイショの子作り性活〜 ―甘原出雲編―』が発売された。

## あらすじ

### 朝霧姉妹編
朝霧晴貴はある夏の日、学園一のアイドルであるひとつ年上の先輩・桐生琴子に告白され恋人同士となるが、運悪くすぐ後にお互いの両親が再婚してしまい、二人は義姉弟となってしまう。さらに琴子の妹・深結と共に養子縁組をすると父親が言い出してしまい、結婚することも出来なくなってしまうと思った二人は考えた末、両親がハネムーンから帰ってくるまでの1ヶ月間に子作りをして既成事実を作り、無理矢理結婚を認めさせてしまおうという結論を出した。かくして二人の将来をかけた子作り性活がはじまった。

### 甘原出雲編
甘原健矢は星乃鷲学園第III学部北校の教師で同じ高校に通う甘原出雲の実兄。日々美しくなる出雲に妹以上の感情を抱き、このままでは出雲を襲うかもしれないと一人暮らしをはじめたが、ある日出雲に呼び出され、昔出雲の下着や衣類で自慰をしていた事実を突き付けられ、自身も健矢を兄以上の感情で想っていたと告白を受ける。健矢は出雲の将来のためにはならないと拒否したが、自慰の事をバラされたくなかったら、と強引に関係を迫られる事となった。

## 登場人物

### 主要人物
朝霧 晴貴（あさぎり はるき）
「朝霧姉妹編」の主人公。星乃鷲学園第III学部北校2年生。夏のある日、先輩で学園のアイドルである琴子から告白を受け恋人同士になり、我が世の春が来たと喜んでいたが、その直後にお互いの両親が再婚して義姉弟となってしまう。その上ハネムーンから帰ってきたら養子縁組の届け出をして法律上結婚が出来なくなってしまうため、琴子と考えた末に子供を作って既成事実を作ろうと決意した。周囲には学園のアイドルである琴子と付き合っている事は、男子生徒の激しい嫉妬を買い面倒な事になるからと知らせていない。
朝霧 琴子（あさぎり ことこ）
旧姓桐生 琴子（きりゅう ことこ）。星乃鷲学園第III学部北校3年生。演劇部所属。可愛く性格も良く抜群のプロポーションをしていて学園No.1のアイドル。晴貴の事を入学してきた頃から一目惚れしていて、高校卒業の前に想いを伝えようと意を決して告白、念願叶って恋人同士になったが、その直後に両親が再婚してお互い姉弟となる。その上養子縁組まですると言い出したため、晴貴と結婚したい彼女は子供を身篭ろうと意を決した。母・琴梨に似て一度決めたら絶対に曲げない性格で、子作りには積極的。
朝霧 深結（あさぎり みゆ）
旧姓・桐生 深結（きりゅう みゆ）。星乃鷲学園第III学部北校1年生。新体操部所属。髪型をツインテールにしている。琴子の2つ違いの妹で、顔は琴子に似ているが、プロポーションは対照的にスリムで性格も小悪魔的でいわゆるツンデレ。晴貴に時折毒舌を吐いている。が・・・。
甘原 健矢(あまはら　たけや)
「甘原出雲編」の主人公。星乃鷲学園第III学部北校の教師で、出雲の実兄で、出雲のクラスの担任教師。顔立ちが整っており、真面目で人当りの良い性格から周囲に人気があり、時には女子生徒や女教師に告白される事がある。大学時代まで実家で生活していたが、妹の出雲が日々美しくなる姿に妹以上の感情を抱き、このままでは欲情を抑えられなくなると大学卒業後に教師になってから家を出てアパートで独り暮らしをはじめたが、偶然にも出雲の通う高校に赴任し、美しく成長した出雲とは生徒と教師の立場である事を強調して距離を置いていた。
過去に欲情を抑えきれずに出雲の下着や衣類で自慰をしていた事があり、その事を出雲に問い詰められ関係を迫られる事となる。
甘原 出雲（あまはら いずも）
星乃鷲学園第III学部北校3年生。演劇部所属で演劇部部長。琴子とは同じクラスの親友で、同じ演劇部仲間。クールな容姿に面倒見のいい性格で琴子と並んで学校での人気が高い。晴貴と琴子が付き合っている事は直感的に気付いていて、たまに二人をからかう事がある。非情に高い演技力を持ち、その美貌と相成って観る者を引き寄せる事で、全国の演劇界では有名。
「甘原出雲編」ではヒロインを担当。幼い頃より兄・健矢に恋慕を抱いており、過去に健矢が自分の下着や衣類で自慰をしている姿を見た時も両想いだったと感激している。健矢が一人暮らしをするために家を出て以来その想いは大きくなり、自慰の事を脅迫材料にして関係を迫るに至る。健矢以外の男には興味がなく幾多の告白も断り、また、健矢とは学校では教師と生徒の関係だとわきまえているが、人気がない事を確認すると、普段の彼女からは想像できないほど抱きついて甘えだし、他の女子生徒が健矢に近づく事を快く思ってなく、時には激しい嫉妬にかられる事がある。
健矢とは世間的に結婚できないと自覚しているが、子供は作れると、健矢の子供を産みたいという願望がある。

### その他の人物
朝霧 晴雅（あさぎり はるまさ）
「朝霧姉妹編」に登場。晴貴の実父。晴貴が幼い頃に妻を亡くし、男手ひとつで晴貴を育てた。終生妻を取らないと決めていたが、晴貴が今まで再婚を勧めていたので、晴貴が年相応に成長したのを機に桐生琴梨と再婚をする様になった（そのため晴貴も琴子の事は言い出せずにいる)。
紳士的かつ自身に厳格な性格でお笑い番組を観ても笑わないくらいだったが、琴梨との再婚の影響か、多少のジョークは言えるようになった。本編中は琴梨と一ヶ月のハネムーン旅行に出かけている。
朝霧 琴梨（あさぎり ことり）
「朝霧姉妹編」に登場。琴子・深結の実母で旧姓・桐生 琴梨（きりゅう ことり）。晴雅の再婚相手で晴貴の義母になる女性。おっとりした優しい性格の持ち主で、一度決めた事は絶対に曲げない性格は娘達に受け継がれた。本編中は晴雅と一ヶ月のハネムーン旅行に出かけている。
田中　玲亜(たなか　れいあ)
「甘原出雲編」に登場。3年生女子で、琴子や出雲には遠く及ばないものの、発育した容姿に可愛らしい顔立ちから男子に人気がある。自分が気に入った男に近づいては誘惑し、遊びで抱かせるという噂がある。健矢に前々からモーションをかけており、ある日出雲と対峙する事となったが、出雲の威圧に屈する形で健矢から一旦身を引いた。以来出雲から泥棒猫扱いをされている。

## スタッフ
- 原画：唯々月たすく
- シナリオ：七央結日・すまっしゅぱんだ